# Amilcar CC
La CC è una piccola vettura prodotta dal 1922 al 1925 dalla casa francese Amilcar.

## Storia e profilo
La CC fu la prima vettura proposta dalla Casa di Saint-Denis. Era una vetturetta di piccole dimensioni, molto leggera e classificabile quindi come autociclo. All'epoca gli autocicli godevano di consistenti sgravi fiscali e la CC poté così conquistare subito un posto nel cuore del pubblico.
La CC era una piccola torpedo a due posti, di impostazione sportiveggiante, tanto che fu subito impiegata con successo in diverse competizioni. In realtà il compito della Amilcar non fu facile, perché la concorrenza era agguerrita, essendo costituita da vetture come la Peugeot Quadrilette, la Renault NN e la Citroën Type C.
I suoi successi sportivi permisero però alla piccola Amilcar di poter essere ulteriormente apprezzata dal pubblico. Ancor oggi è un classico tra le vetturette sportiveggianti dell'epoca.
La CC era equipaggiata da un motore a 4 cilindri in linea raffreddato ad acqua da 903 cm³. La distribuzione era a valvole laterali. L'alimentazione era invece affidata ad un carburatore Solex. La potenza massima era di 17 CV a 3000 giri/min.
La trazione era posteriore, con cambio a 3 marce.
La CC raggiungeva una velocità massima di 80 km/h, un buon dato per l'epoca, reso possibile dalla leggerezza del corpo vettura.
Il telaio prevedeva un impianto frenante piuttosto elementare, costituito solo da tamburi al retrotreno.
La CC fu prodotta fino al 1925, ma già nel 1923 fu introdotta la sua evoluzione naturale, la CGS, che attraverso successive evoluzioni prenderà il posto della CC.